# Mas Vilar
El mas Vilar està situat en un petit turó a l'oest del castell de Sacama, dins el terme municipal d'Olesa de Montserrat.
L'origen del mas cal situar-lo molt probablement en algun moment del segle xi coincidint amb el procés de feudalització dels comtats catalans. Posteriorment, a mitjan segle xiv, i a conseqüència de la crisi econòmica generada arran de la pesta negra, va quedar deshabitat i quedà agregat al veí mas de Sant Pere Sacama.
Actualment el mas és un munt de ruïnes del que encara podem distingir el bassament d'una torre circular i un parell de sitges.

## Intervencions arqueològiques
L'excavació del jaciment, duta a terme entre els anys 1996 i 1998, ha permès documentar l'evolució arquitectònica d'un mas medieval des del seu inici fins al seu abandonament. Aquest és el primer jaciment d'aquestes característiques que s'ha excavat totalment a Catalunya. Aquest fet, junt amb la peculiar troballa de l'esquelet d'un individu d'època medieval, amb indicis d'haver estat assassinat i amagat dins d'una de les sitges del mas, va merèixer una especial atenció per part de la premsa.

## Accés
Per arribar-hi, s'ha d'agafar, a la sortida d'Olesa, la carretera que va a Viladecavalls i Terrassa. Després de travessar el torrent de Sant Pere, no gaire lluny de l'encreuament amb la carretera que va a Vacarisses, s'ha de girar en direcció nord-oest per una pista forestal que porta fins al peu de l'ermita. Un cop passat el castell, després d'una forta baixada que voreja el turó, a mà esquerra hi ha una bassa prop de la qual se situa el jaciment. S'hi pot accedir amb cotxe.